# 卡罗利娜·埃尔班诺娃
卡罗利娜·埃尔班诺娃（捷克語：Karolína Erbanová，1992年10月27日—），捷克女子速度滑冰运动员。她曾代表捷克参加2010年、2014年和2018年冬季奥林匹克运动会速度滑冰比赛，其中2018年冬季奥运会获得一枚铜牌。